# Kalifaat Córdoba

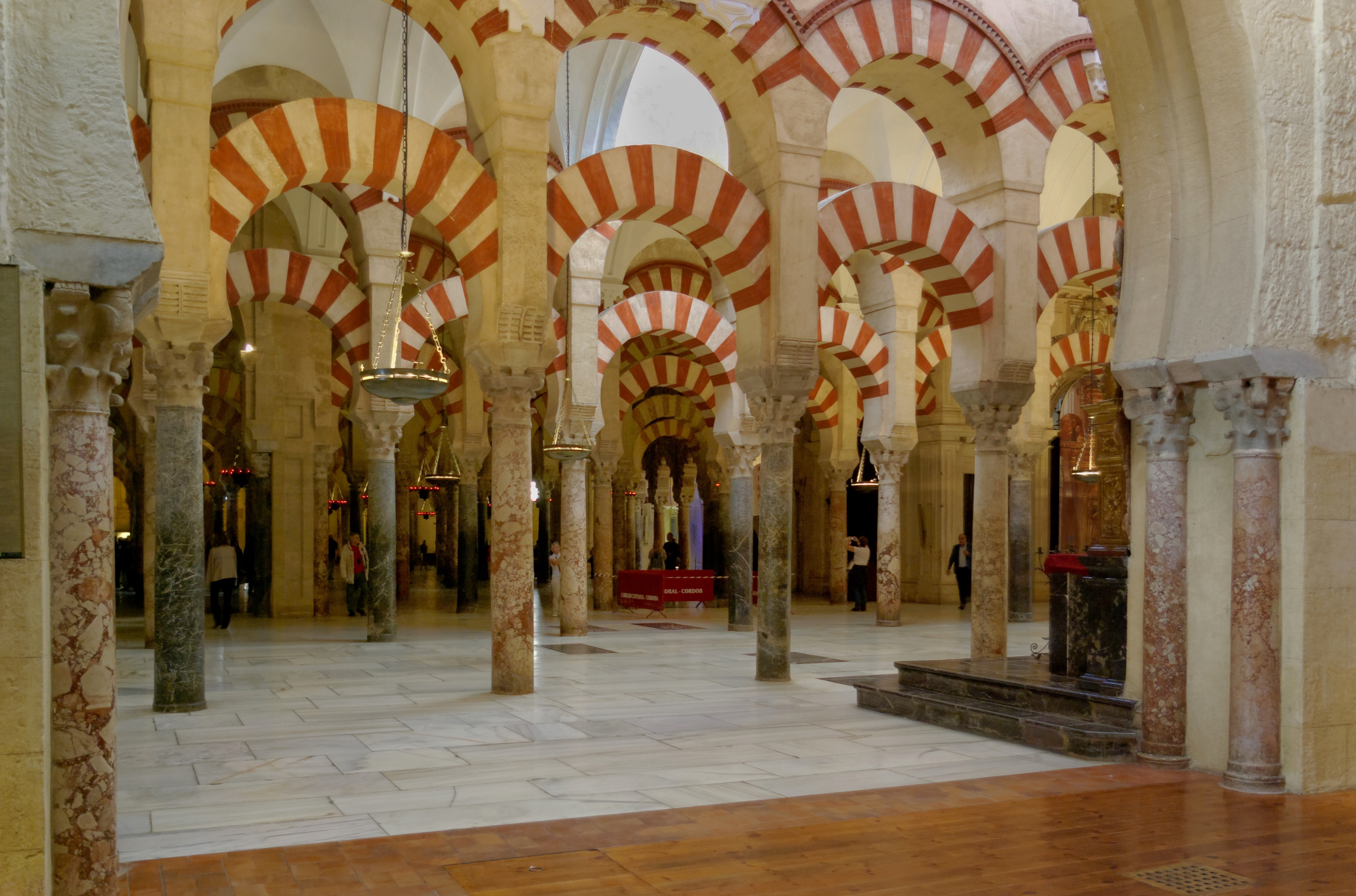
Het interieur van de Grote Moskee van Córdoba, de Mezquita, is een van de bekendste voorbeelden van de islamitische architectuur van de Spaanse Omajjaden-dynastie

Het kalifaat Córdoba bestond tussen 929 en 1031. Het was een voortzetting van het emiraat Córdoba, dat halverwege de achtste eeuw werd gesticht, en ontstond doordat de emir van de Omajjaden de titel van kalief aannam. Het omvatte het grootste gedeelte van Spanje en Portugal, en daarnaast gebieden in Noord-Afrika. De hoofdstad van het kalifaat was Córdoba. Córdoba was in deze periode een centrum van Berberse, Arabische en Joodse cultuur.

## Ontstaan

### Emiraat Córdoba
In 711 viel een Arabische-Berberse leger, onder leiding van Tarik ibn Zijad, Visigotisch Spanje binnen. Rond 720 was bijna het gehele Iberisch Schiereiland in Moorse handen. Zelfs staken de Moren de Pyreneeën over en vielen Zuid-Frankrijk binnen. Pas in 732 werd de Moorse opmars een halt toegeroepen door Karel Martel bij de Slag bij Poitiers waarna de Moren zich weer terugtrokken naar Spanje.
Rond 740 brak in Spanje en de Maghreb de Grote Berberopstand uit. Er ontstond een machtsstrijd tussen de diverse Berberse en Arabische facties. Dit duurde tot Abd al-Rahman I in 756 aankwam in Spanje. In Damascus waren de Omajjaden afgezet door de Abbasiden en werd de familie uitgemoord. Abd al-Rahman I kon als enige Ommajjaad ontsnappen en naar het westen vluchten, waar hij in Noord-Marokko terechtkon bij zijn familie. Vanuit Marokko maakte hij de oversteek naar Spanje. Met een etnische achtergrond die zowel Arabisch als Berbers was, kon hij de verschillende partijen samen brengen en daarmee het emiraat Córdoba stichten. Hij bouwde onder andere in 785 het begin van de moskee van Córdoba, op de plaats van een oude Romeinse tempel.

### Van emiraat naar kalifaat
Gedurende de 9e eeuw ontwikkelde het emiraat zich steeds meer op economisch, commercieel en militair gebied. In 912 besteeg Abd al Rahman III de troon. In 929 riep hij zichzelf uit tot kalief. Hierdoor waren er nu drie kalifaten in de islamitische wereld: het kalifaat Córdoba, het Abassidische kalifaat en het Fatimidische kalifaat.

## Bloeitijd
Abd al Rahman III zou niet alleen de kalief-titel nalaten aan Córdoba. Het kersverse kalifaat moest zich nu op twee fronten verdedigen. In Noord-Afrika begonnen de Fatimiden een bedreiging te vormen, terwijl in Noord-Spanje enkele nieuwe, opkomende koninkrijken, voortgekomen uit de laatste restanten van het Visigotische koninkrijk Spanje, steeds krachtiger werden. Door militaire campagnes en het bouwen van vele fortificaties en versterkingen wist Abd al Rahman III deze bedreigingen voorlopig het hoofd te bieden.

### Landbouw en industrie
Ondertussen werd het kalifaat steeds welvarender. De Arabieren hadden drie nieuwe factoren in de streek geïntroduceerd. De eerste bestond uit het, via grondbelasting, geleidelijk afschaffen van het adellijke monopolie op land. Zonder de adellijke uitbuiting ging de kwaliteit en productiviteit van de arbeid enorm omhoog. De tweede factor bestond uit nieuwe gewassen, zoals rijst, vijgen, sinaasappels, katoen, etc. De derde bestond uit kennis over verbeterde irrigatiemethoden. De goed florerende landbouw maakte op zijn beurt een bloeiende industrie mogelijk, met onder andere mijnbouw, papier, keramiek, etc. De producten van zowel de landbouwsector als de industrie vonden gretig aftrek als exportproduct. Vooral textiel uit Córdoba en vijgen uit Málaga schijnen in de hele mediterrane wereld erg gewild te zijn geweest. De stad Córdoba telde in die tijd waarschijnlijk rond de 100.000 inwoners, wat het na Byzantium de grootste stad in Europa maakte. De stad onderhield dan ook diplomatieke banden met landen zo ver als Duitsland.

### Kunst en wetenschap
Abd al Rahman III en zijn opvolger Al-Hakam II waren grote beschermheren van kunst en wetenschap. Onder hun leiding werd een van de grootste bibliotheken ter wereld aangelegd, en werd Córdoba een internationaal bekend studiecentrum. Veel Griekse teksten uit de oudheid waren hier bewaard gebleven of anders uit het Midden-Oosten geïmporteerd en in het Arabisch beschikbaar. Veel geleerden uit het christelijke Europa kwamen aan de leerscholen van Córdoba, Toledo en Sevilla studeren omdat hier, naast wellicht de universiteit van Constantinopel, de enige mogelijkheid in Europa was om kennis uit de oudheid op te doen.

### Religie
De Omajjaden waren relatief tolerant ten aanzien van minderheden, zoals de christenen en joden die in het gebied woonden. Het kalifaat werd een toevluchtsoord voor joden die elders vervolgd werden en het aantal joden in Spanje nam toe. Joodse financiers, politiek adviseurs, schrijvers en (schrift)geleerden stonden in achting en de Joodse gemeenschap in het kalifaat bloeide. Córdoba werd een centrum van zowel Arabische als Joodse cultuur en deze beide beïnvloedden elkaar. Men spreekt in dit verband wel van een Joodse gouden eeuw. Christenen leefden in onafhankelijke gemeenschappen met een eigen bestuur maar werden wel door de cultuur van de islamitische overheerser beïnvloed. In tegenstelling tot de Joden, die het Hebreeuws als voornaamste taal handhaafden, spraken veel van deze christenen, Mozaraben genoemd, Arabisch of Mozarabisch.

### Expansie

Expansie van de Omajjaden onder Almanzor

In 976 stierf Al-Hakam II. Aangezien zijn opvolger Hisham II nog maar 11 jaar oud was, werd er een drietal regenten aangesteld. Een van deze drie, Almanzor, wist de twee anderen aan de kant te schuiven zodat hij in 981 grootvizier werd. Hij zorgde ervoor dat de jonge kalief zijn uren besteedde aan het bevredigen van zijn pleziertjes, zodat hijzelf in de praktijk alle macht had in het kalifaat. Onder deze Almanzor zou het kalifaat zijn absolute hoogtepunt bereiken. In zijn 20-jarig bewind voerde Almanzor 57 veld- en plundertochten uit tegen de christelijke koninkrijken aan zijn noordgrens. De christelijke buren werden gedwongen in het kalifaat hun meerdere te erkennen en tot het betalen van belasting. In Noord-Marokko werd een alliantie aangegaan met de Maghrawaden en werden de oprukkende Fatimiden succesvol bestreden. Hij stichtte een nieuw paleis en administratief centrum ten oosten van Córdoba op de rechteroever van de Guadalquivir. Dit centrum Medina Alzahira moest gaan dienen als tegenhanger, c.q. concurrent, van de enorme paleisstad Medina Azahara. Door zijn vele vijanden had Almanzor een groot en duur leger nodig. Om zijn oorlogen te kunnen voeren bracht hij duizenden Berberse huurlingen het land in, die zouden uitgroeien tot de belangrijkste machtsfactor binnen zijn leger.

## Ondergang

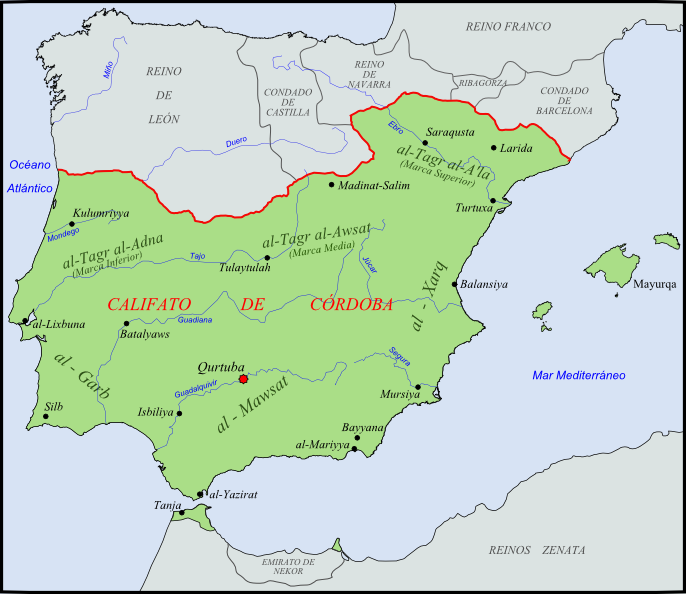
Het verenigde kalifaat rond 1000

Almanzor overleed in 1002. In de jaren die volgden zou het land een periode van onlusten en interne geschillen doormaken. Strijd tussen verschillende kampen maakte dat het kalifaat nog geen 30 jaar na de dood van Almanzor werd opgeheven.

### Strijd om het leiderschap
Almanzor werd opgevolgd door zijn zoon Abd Al-Malik al Muzaffar, die de politiek van zijn vader voortzette en zijn legers aanvulde met meer Berberse huurlingen. Hij overleed in 1008. Abd Al-Maliks jongere broer Abd al-Rahman Sanchueleo volgde hem in oktober van dat jaar op als de facto leider van het land. Net als zijn broer en vader bracht Abd al-Rahman Sanchueleo in zijn korte tijd als vizier veel Berbers het land in, onder wie een machtig lid van de Ziriden-familie van Tunesië, Zawi ibn Ziri. Sanchueleo wilde meer zijn dan een vizier en streefde naar het kalifaatschap, iets wat zijn broer en vader nooit hadden gedurfd. Hij overtuigde de kalief om hem publiekelijk aan te wijzen als zijn opvolger, wat hij in november van 1008 ook deed. Sanchueleo was echter geen lid van het huis van de Omajjaden en zorgde met deze daad voor hevige spanningen binnen de elite van Córdoba. Toen hij in februari van 1009 met een groot Berbers expeditieleger tegen Alfons V van León trok, kwamen de inwoners van Córdoba tegen hem in opstand. De opstandelingen werden geleid door Muhammed II al-Mahdi een achterkleinzoon van Abd al-Rahman III, die Sanchueleo bij zijn terugkomst arresteerde en executeerde, waarna hij zichzelf uitriep tot kalief. Om redenen die niet bekend zijn deden de Berbers geen poging om Sanchuelo te redden van de dood.

### Etnische spanningen
Onder de nieuwe kalief beleefde het land hevige spanningen tussen de Andalusiërs en de Berbers. De vele Berbers die Almanzor binnenhaalde waren uitgegroeid tot een machtige elite binnen het leger. Ze werden vanwege hun steun aan de usurpator Almanzor en zijn nakomelingen door de culturele elite veracht. Na de dood van Sanchueleo zagen deze Berbers hun positie als elite plotseling veranderen tot één waarin zij het mikpunt waren van wantrouwen en haat. De spanningen bereikten een hoogtepunt in 1011. Gevoed door anti-Berberpropaganda, ging een menigte in Córdoba de straat op en viel de Berbers in de stad aan. Circa 70 Berbers werden gedood, hun bezittingen vernield en honderden meer raakten gewond. Een van de mensen die werden gedood was de Masmuda Berber Ahmad Faraj Ibn al-Hubab, een vooraanstaande grammaticus en docent van Abd Al-Malik al-Muzaffar, zoon van Almanzor. Onder de gewonden bevond zich Zawi ibn Ziri, de machtigste Berberse figuur in Al-Andalus. De oude man werd buiten zijn huis aangevallen en kon ternauwernood ontsnappen aan de dood. De strijd was niet meer enkel een politieke strijd, maar had een felle etnische tint gekregen.

### 'Oude' en 'nieuwe' Berbers
Hierbij moet een onderscheid worden gemaakt tussen de 'oude' en 'nieuwe' Berbers. Die eerste groep bestond uit afstammelingen van de Berbers die deelnamen aan de verovering van Iberië en van Berbers die in de eerste eeuw van het bestaan van het emiraat migreerden naar Spanje. Deze groep was, na de autochtone Iberiërs, de grootste etnische groep in Al-Andalus. Naarmate de tijd vorderde, integreerde deze groep in de Andalusisch-islamitische cultuur en maakten zij deel uit van de elite daar. Zo was Ja'far al-Mushafi, de belangrijkste vizier onder Al-Hakam II,van Berberse komaf. Hun Berberse afkomst was ondergeschikt aan hun Andalusische identiteit, en zij behoorden dan ook tot de Andalusiërs. Aan de andere kant waren er de nieuwkomers, Berbers die onder kalief Abd Al-Rahman III en zijn opvolgers structureel het land waren binnengehaald en die een belangrijke factor vormden in het leger. Het is deze laatste groep die men bedoelt als in verband met de bevolkingssamenstelling van het kalifaat gesproken wordt over 'de Berbers'.

### Uiteenvallen van het kalifaat

Het uiteengevallen kalifaat rond 1030

De Berberse militairen reageerden door de stad te verlaten en op te trekken naar het noorden, waar zij Medina Azahara belegerden en met de grond gelijkmaakten. Enkele dagen daarna trokken zij op naar Córdoba, vielen die stad met veel geweld binnen en verjaagden de kalief, Muhammed II al-Mahdi. In Córdoba duwden de Berbers Sulayman al-Mustain, een neef van Hisham II, naar voren en benoemden hem tot kalief. Met een christelijk leger kon Mohammed II al-Mahdi Córdoba kort daarna weer innemen, waarna hij plechtig beloofde de Berbers uit de weg te ruimen. Met zijn christelijk leger volgde hij het Berbers leger naar het zuiden, waar zij bij Marbella oog in oog kwamen te staan. Het christelijk leger werd daar snel verslagen, waarna Mohammed II al-Mahdi naar Córdoba vluchtte, terwijl de overgebleven christenen terug naar huis gingen. In Córdoba werd Muhammed II al-Mahdi gearresteerd door enkele politici en geëxecuteerd. In een poging hen tevreden te stellen werd zijn hoofd naar de Berbers gestuurd. Het kalifaat kwam na de dood van Muhammed II al-Mahdi voor zo'n drie jaar weer in handen van Hisham II. Het conflict met de Berbertroepen die Sulayman al-Mustain steunden bleef echter voortduren waarbij Córdoba in 1013 met veel geweld door hen werd ingenomen en Sulayman al-Mustain weer tot kalief werd benoemd. De komende drie jaar zou de stad onder zijn beheer blijven. Gedurende deze periode deed de kalief continu concessies aan de verschillende Berberse, Arabische en Slavische legerleiders. Dit zou leiden tot een situatie waarin de macht van de kalief gereduceerd werd tot de stad Córdoba, met verschillende onafhankelijke leiders die gebieden over het hele rijk controleerden. Al in 1013 stichtte Zawi ibn Ziri een eigen dynastie in Granada. Het kalifaatschap van Córdoba zou vervolgens in handen komen van de Berberse Hammudiden van Noord-Marokko en daarna weer in handen van de Omajjaden. Met de dood van Hisham III in 1031, viel het kalifaat officieel (er werd geen nieuwe kalief meer aangesteld) en viel het territorium van heel islamitisch Spanje uiteen in 27 kleinere koninkrijken: de taifa's. Córdoba zelf werd een soort republiek met een democratisch tintje.
Het zou bijna een eeuw duren voordat islamitisch Spanje weer een eenheid zou vormen onder de Almoraviden.

## Heersers
| regeerperiode | naam                                | opmerking |
| ------------- | ----------------------------------- | --- |
| 929 - 961     | Abd al-Rahman III                   | Veranderde het emiraat naar het kalifaat |
| 961 - 976     | Al-Hakam II                         | |
| 976 - 1009    | Hisham II ibn al-Hakam              | Voor de eerste keer. Met als feitelijke machthebbers Almanzor 976-1002, Abd Al-Malik al Muzaffer 1002-1008 en Abd al-Rahman Sanchueleo 1009 |
| 1009          | Mohammed II al-Mahdi                | Voor de eerste keer |
| 1009 - 1010   | Sulayman ibn al-Hakam               | Voor de eerste keer |
| 1010          | Mohammed II al-Mahdi                | Voor de tweede keer |
| 1010 - 1013   | Hisham II ibn al-Hakam              | Voor de tweede keer |
| 1013 - 1016   | Sulayman ibn al-Hakam               | Voor de tweede keer. Al-Mu'itī in Dénia in oppositie van 1014 - 1016                                                                        |
| 1016 - 1018   | Ali ibn Hammud al-Nasir             | Hammudiden nemen over |
| 1018          | Abd al-Rahman IV                    | Omajjaden keren terug |
| 1018 - 1021   | Al-Qasim ibn Hammud al-Ma'mu        | Eerste keer. Hammudiden nemen terug over.                                                                                                   |
| 1021 - 1023   | Yahya ibn Ali ibn Hammud al-Mu'tali | Eerste keer. |
| 1023          | Al-Qasim ibn Hammud al-Ma'mu        | Tweede keer |
| 1023 - 1024   | Abd ar-Rahman V                     | De Omajjaden nemen over |
| 1024          | Mohammad III                        | |
| 1025 - 1026   | Yahya ibn Ali ibn Hammud al-Mu'tali | Tweede keer Hammudiden nemen terug over. |
| 1026 - 1031   | Hisham III                          | De Omajjaden nemen terug over. De laatste kalief                                                                                            |